# Cepheus (cráter)
|  | Cepheus es un cráter de impacto que se encuentra en la parte noreste de la Luna, al sureste y dentro de un diámetro de distancia del cráter de mayor tamaño Franklin. Hacia el norte-noreste aparece Oersted, un cráter inundado de lava. La proximidad de Cepheus al extremo de visibilidad lunar significa que aparece muy elongado cuando es visto desde la Tierra debido al escorzo. Es una formación relativamente joven, con un brocal firme y bien definido. La excepción la constituye un cráter aún más joven en forma de cuenco que se encuentra al otro lado del extremo noreste, el cráter satélite designado Cefeo A. El borde restante es casi circular, con protuberancias externas al norte y al sur. Presenta un pico en el punto medio de la plataforma, que se extiende un poco hacia el norte y el sur. |

## Cráteres satélite
Por convención estos elementos son identificados en los mapas lunares poniendo la letra en el lado del punto medio del cráter que está más cerca de Cepheus.
|         | \| Cepheus \| Coordenadas \| Diámetro \| \| ------- \| ---------------------------- \| -------- \| \| A \| 41°00′N 46°30′E / 41.0, 46.5 \| 13 km \| |          |
| Cepheus | Coordenadas | Diámetro |
| A       | 41°00′N 46°30′E / 41.0, 46.5 | 13 km    |